# Aethes deaurana
Aethes deaurana es una especie de polilla del género Aethes, categorizada en la tribu Cochylini, de la subfamilia Tortricinae.

## Distribución
Se distribuye por Francia.

## Taxonomía
Fue descrita por Peyerimhoff en 1877 y publicada en (Cochylis), Pet. Nouv. Ent 2 (1876-1879): 101.